# Джолдубаева, Индира Ырысбаевна
Индира Джолдубаева (род. 11 апреля 1979, Фрунзе, Киргизская ССР, СССР) — государственный деятель. Генеральный прокурор Киргизской Республики (2015—2018 гг.).

## Биография
Индира Джолдубаева окончила Кыргызский государственный национальный университет в 2002 году по специальности «юрист».
После окончания ВУЗа и до 2003 года она работала юридическим консультантом проекта «Сорос — Кыргызстан» ОФ «Юридическая помощь малообеспеченным слоям населения».
В последующем, в течение двух лет, она являлась ведущим юрисконсультом ОАО "Международный аэропорт «Манас». В 2005 году — юрист в МКК "Финансовая группа «Компаньон».
Годом позже она занимала должность исполнительного директора и по совместительству — юриста ЗАО «ДЭКА», где проработала вплоть до марта 2008-го.
В 2008-м ее пригласили на государственную службу в «Белый дом»[1], где она работала экспертом сектора судебных органов правового отдела администрации Президента. В период с февраля по ноябрь 2009 года И.Джолдубаева занимала пост заведующей сектором правового анализа и экспертизы отдела правовой политики аппарата Президента Кыргызской Республики Курманбека Бакиева.
С 11.2009 по 08.2010 гг. — была назначена на должность заместителя директора Государственной кадровой службы Кыргызской Республики.
В течение года — с 2010 по 2011 гг. — Индира Джолдубаева возглавила отдел правового обеспечения аппарата Правительства КР.
С конца 2011 г. — пост заведующего отделом судебной реформы и законности Аппарата Президента КР.
И уже с 28 января 2015 года Индира Джолдубаева становится Генеральным прокурором КР, проработав в этой должности 3 года (в период с 29 января 2015 по 13 апреля 2018 года). 11 апреля 2018 года на заседании Жогорку Кенеша КР 105 депутатов проголосовали «за» освобождение ее от должности генпрокурора, 2 — «против» и, в результате, представление Президента было поддержано.

## Профессиональное признание
Индира Джолдубаева — государственный советник государственной службы 3-го класса.
В 2017 году указом экс-Президента КР Алмазбеком Атамбаевым ей присвоено почетное звание «Заслуженный юрист Кыргызской Республики».

## Семья
Отец — доктор медицинских наук, профессор Ырысбай Джолжубаевич Джолдубаев
Известно, что у нее имеются четыре брата и три сестры.